# Cerberilla longibranchus
Cerberilla longibranchus is een slakkensoort uit de familie van de Aeolidiidae. De wetenschappelijke naam van de soort is voor het eerst geldig gepubliceerd in 1941 door Volodchenko.